# Casa de la Seda
La Casa de la Seda, también llamada Casa del Gremio de los Veleros, Casa Gremial del Arte Mayor de la Seda o Casa del Arte Mayor de la Seda (en catalán: Casa del Gremi dels Velers) es una edificación considerada Bien de interés cultural en su categoría de Monumento desde el 2 de junio de 1920 situada en la localidad catalana de Barcelona (España). Fue construida entre 1758 y 1763 por el arquitecto Joan Garrido y Bertran (cuyo proyecto ganó frente al de Marià Ballescà) como sede del gremio de tejedores de velos de seda, creado en 1553. Al cabo de cuatro años de su inicio, las dificultades económicas detuvieron la obra, que fue retomada gracias a una ayuda de 6000 libras de la secretaría de la Cámara del Rey. Algunos autores confunden el significado de la palabra "veleros", en este caso "fabricantes de velos de seda", con las personas que se dedican a la fabricación de velas para embarcaciones.
La apertura de la Vía Layetana hizo peligrar el edificio, salvado en parte gracias a la intervención de Ramón N. Comas, estudioso de los esgrafiados de Barcelona. En 1914 Ferran Romeu corrigió la alineación con la nueva calle. El edificio fue restaurado finalmente por Jeroni Martorell (1928-32), y conserva los esgrafiados originales del siglo XVIII en las fachadas suroeste —que da a la Vía Layetana— y sureste. La otra fachada, que da a la plaza de San Francisco, fue una pared medianera hasta la apertura de la Vía Layetana, y coincidiendo con la remodelación del edificio que dirigió en 1930 el arquitecto Jeroni Martorell, el estucador Ferran Serra hizo otros esgrafiados imitando los antiguos para armonizar la imagen del edificio resultante. En la esquina hay una imagen de la Inmaculada Concepción obra de Joan Enrich.
El edificio es la sede del Colegio del Arte Mayor de la Seda de Barcelona. En los últimos años el edificio ha sido rehabilitado íntegramente, incluyendo en el interior las dependencias del colegio y todas las salas y salones, mobiliario y carpinterías, tapicerías, pergaminos y mapas, y en el exterior del edificio se llevó a cabo la limpieza y restauración de las fachadas, los esgrafiados, contraventanas, balcones, la azotea y el vestíbulo.

## Fondo documental
El fondo documental del Colegio del Arte Mayor de la Seda de Barcelona ingresó en el Archivo Histórico de la Ciudad de Barcelona (AHCB) el mes de noviembre de 2012, como resultado de la cesión en comodato y por voluntad del propio CAMS. El fondo está identificado como fondo privado y, dentro de este grupo, como fondo de entidades, e incluye documentos del Colegio del Arte Mayor de la Seda, del Gremio de Veleros de Seda, del Gremio de Tapiceros y del Gremio de Pasamaneros.